# Quận Bradford, Pennsylvania
Quận Bradford là một quận trong tiểu bang Pennsylvania, Hoa Kỳ. Quận lỵ đóng ở Towanda6. Theo điều tra dân số năm 2000 của Cục điều tra dân số Hoa Kỳ, quận có dân số 62.761 người.2Quận được lập ngày 21 tháng 2 năm 1810 từ một số khu vực của quận Lycoming và quận Luzerne. Ban đầu quận có tên gọi là quận Ontaria, sau đó quận đã được tổ chức lại và được tách khỏi quận Lycoming vào ngày 13 tháng 10 năm 1812 và đổi tên thành quận Bradford, theo tên của Willima Bradford.

## Địa lý
Theo Cục điều tra dân số Hoa Kỳ, quận có diện tích km², trong đó có km2 là diện tích mặt nước.

### Các quận giáp ranh
- Quận Chemung, New York (bắc)
- Quận Tioga, New York (bắc)
- Quận Susquehanna (đông)
- Quận Wyoming (đông nam)
- Quận Sullivan (nam)
- Quận Lycoming (tây nam)
- Quận Tioga (tây)